# Třída Anawrahta
Třída Anawrahta jsou korvety myanmarského námořnictva. Celkem byly postaveny tři jednotky této třídy. Jsou to první maynmarské válečné lodě schopné nést vrtulník. Třetí jednotka Tabinshwehti je první myanmarskou stealth korvetou.

## Stavba
Myanmarské námořnictvo v 90. letech urgentně potřebovalo nahradit svá zastaralá plavidla. V té době však nemělo dost prostředků ani na nákup zastaralých čínských fregat třídy Jianghu. Na konci 90. let tak země v ČLR zakoupila tři trupy, které byly v domácích loděnicích v Sinmalaiku u Rangúnu dokončeny v podobě hlídkových korvet. Výzbroj (např. italské kanóny, izraelská elektronika) a další vybavení přitom země získala navzdory zbrojnímu embargu. První a druhá korveta byly do služby přijaty v letech 2001 a 2003. Třetí jednotka se liší stealth tvarováním nástaveb a někdy bývá řazena do samostatné třídy.
Jednotky třídy Anawrahta:
| Jméno              | Spuštěna           | Vstup do služby   | Status  |
| ------------------ | ------------------ | ----------------- | ------- |
| Anawrahta (771)    |                    | 2001              | aktivní |
| Bayintnaung (772)  |                    | 2003              | aktivní |
| Tabinshwehti (773) | 20. listopadu 2014 | 24. prosince 2016 | aktivní |

## Konstrukce

### AnawrahtaaBayintnaung
Korvety byly po dokončení vyzbrojeny jedním 76mm kanónem OTO Melara a jedním 40mm kanónovým kompletem DARDO. Později byly vybaveny ještě čtyřmi čínskými protilodními střelami C-802 (YJ-82). Na zádi se nachází přistávací plocha pro vrtulník, korvety nejsou vybaveny hangárem. Plavidla pohánějí dieselové motory.

### Tabinshwehti
Nástavby plavidla mají stealth tvarování. Je vyzbrojeno 76mm kanónem OTO Melara, dvěma čínskými kanónovými komplety NG-18, šestinásobným kontejnerem pro protiletadlové řízené střely krátkého dosahu a protilodní střely C-802. Na rozdíl od svých sesterských lodí je vybavena hangárem pro vrtulník.